# ناندگائون
ناندگائون (به انگلیسی: Nandgaon, Maharashtra) یک زیستگاه انسانی در هند است که در ناحیه ناشیک واقع شده‌است.

## خصوصیات
ناندگائون ۲۳٬۱۹۱ نفر جمعیت دارد و ۵۶۴ متر بالاتر از سطح دریا واقع شده‌است.